# Оберн (Індіана)
Оберн (англ. Auburn) — місто (англ. city) в США, в окрузі Декальб штату Індіана. Населення — 13 412 особи (2020).

## Географія
Оберн розташований за координатами 41°22′0″ пн. ш. 85°3′16″ зх. д. / 41.36667° пн. ш. 85.05444° зх. д. (41.366726, -85.054368).  За даними Бюро перепису населення США в 2010 році місто мало площу 18,40 км², уся площа — суходіл. В 2017 році площа становила 19,81 км², уся площа — суходіл.

## Демографія
Згідно з переписом 2010 року, у місті мешкала 12 731 особа в 5226 домогосподарствах у складі 3322 родин. Густота населення становила 692 особи/км².  Було 5692 помешкання (309/км²).
Расовий склад населення:
| - 96,9 % — білих - 0,7 % — азіатів - 0,4 % — чорних або афроамериканців - 0,2 % — корінних американців |

До двох чи більше рас належало 1,0 %. Частка іспаномовних становила 2,6 % від усіх жителів.
За віковим діапазоном населення розподілялося таким чином: 25,3 % — особи молодші 18 років, 59,1 % — особи у віці 18—64 років, 15,6 % — особи у віці 65 років та старші. Медіана віку мешканця становила 37,9 року. На 100 осіб жіночої статі у місті припадало 92,8 чоловіків;  на 100 жінок у віці від 18 років та старших — 89,1 чоловіків також старших 18 років.
Середній дохід на одне домашнє господарство  становив 62 649 доларів США (медіана — 44 889), а середній дохід на одну сім'ю — 80 998 доларів (медіана — 65 454). Медіана доходів становила 51 420 доларів для чоловіків та 31 318 доларів для жінок. За межею бідності перебувало 14,8 % осіб, у тому числі 19,5 % дітей у віці до 18 років та 9,7 % осіб у віці 65 років та старших.
Цивільне працевлаштоване населення становило 6106 осіб. Основні галузі зайнятості: виробництво — 29,6 %, освіта, охорона здоров'я та соціальна допомога — 20,8 %, роздрібна торгівля — 13,1 %, мистецтво, розваги та відпочинок — 9,1 %.